# 漢昌郡
汉昌郡，东汉末年的郡。
建安十五年（210年），孙权分长沙郡北部的下隽县、罗县、汉昌县建为汉昌郡，郡治汉昌县（湖南省平江县东南金铺观），建安二十年（215年）五月，刘备与孙权划湘江为界，西归刘备，东归孙权。东吴黄龙元年（229年），撤销汉昌郡，改汉昌县为吴昌县（今平江县）。